# Burmilla
Burmilla je jedním z posledních uznaných plemen v kategorii krátkosrstých koček. Plemeno bylo původně označováno jako barmská činčila, až později bylo zkráceno na burmilla.

## Historie
Plemeno bylo vyšlechtěno v roce 1981 ve Velké Británii náhodným zkřížením stříbrného kocoura Perské činčily a modré Barmské kočky. Šlechtění Burmilly se rozvíjelo dvěma směry - pod GCCF (Governing Counsil of the Cat Fancy) a pod CA (Cat Association of Britain). Vznikly chovné programy a standard plemene. Na šlechtění se podílel i známý kočičí genetik Dr. Roy Robinson. Vytvořen byl i počítačový program na tvorbu chovných párů. Do šlechtění se zapojili i dánští chovatelé pod vedením Birgit Nehammer od roku 1984. CA se stala členem FIFe v roce 1990 a tím velmi pomohla k uznání plemene touto organizací.
Plemeno bylo uznáno v roce 1989 GCCF a 1. ledna roku 1995 FIFe.

## Vzhled
Základní barva srsti je stříbřitě bílá se stínováním. Výjimkou jsou červené a krémové variety. Polštářky tlapek odpovídají barvou srsti. Druhy určuje jejich zbarvení stínování srsti, dělí se na černé, s nádechem (hnědé a liliové), kouřové (černé a čokoládové), jednobarevné (černě želvové, krémové, černé britské, bombajské), tygří (tečkované černé nebo tečkované modré). Má krátkou, hustou srst s bohatou podsadou. Srst vyžaduje pravidelné rozčesávání.
Lebku má kulatou, širokou v linii obočí a v čelistech, zužující se do tupého klínu. Má z profilu mírně prohnutý nos se špičkou, která tvoří s bradou jednu linii. Uši má středně veliké a mírně zašpičatělé a při pohledu z profilu se lehce sklánějí dopředu. Má velké, daleko od sebe umístěné a mírně šikmé oči, které mají výraznou a zářivou barvu odstínů zelené s tmavým orámováním.
Tělo má poměrně svalnaté, středně velké a s delšíma zadníma nohama. Má středně dlouhé nohy s oválnými tlapkami a středně dlouhý ocas, který se zužuje do zakulacené špičky. Kočky jsou obvykle poněkud menší než kocouři
FIFe uznává dvě skupiny barevných variet srsti:
- Skupina I - bez červené: černá, modrá, čokoládová, lilová, skořicová a plavá stříbřitě stínovaná a závojová
- Skupina II - s červenou: červená, krémová a všechny želvovinové stříbřitě stínované a závojové[2]

## Povaha
Má vyrovnaný charakter a není agresivní ve společnosti jiných koček. Je inteligentní, hravá, aktivní, zvídavá, velmi přítulná, trpělivá a přizpůsobivá. V mládí je velmi hravá a nebojácná.